# Франклин (округ, Индиана)
Фра́нклин (англ. Franklin County) — округ в США, штате Индиана. 
По состоянию на 2010 год, численность населения составляла 23 087 человек. 

## История
Округ Франклин был официально образован в 1811 году и получил своё название в честь американского политического деятеля Бенджамина Франклина.

## География
По данным Бюро переписи населения США, общая площадь округа равняется 1013 км², из которых 996 км² суша и 17 км² или 1,69 % это водоёмы.

## Климат
Климат в этой области характеризуется жарким влажным летом и, как правило, мягкой или прохладной зимой. Согласно системе классификации климатов Кёппена, в округе Франклин влажный субтропический климат, сокращенно обозначаемый аббревиатурой «Cfa» на климатических картах.

## Население
По данным переписи населения 2000 года в округе проживает 22 151 жителей в составе 7 868 домашних хозяйств и 6 129 семей. Плотность населения составляет 22,000 человек на км2. На территории округа насчитывается 8 596 жилых строений, при плотности застройки 9 строений на км2. Расовый состав населения: белые — 99,02 %, афроамериканцы — 0,03 %, коренные американцы (индейцы) — 0,16 %, азиаты — 0,22 %, гавайцы — 0,02 %, представители других рас — 0,09 %, представители двух или более рас — 0,47 %. Испаноязычные составляли 0,47 % населения независимо от расы.
В составе 37,60 % из общего числа домашних хозяйств проживают дети в возрасте до 18 лет, 66,00 % домашних хозяйств представляют собой супружеские пары проживающие вместе, 8,00 % домашних хозяйств представляют собой одиноких женщин без супруга, 22,10 % домашних хозяйств не имеют отношения к семьям, 19,00 % домашних хозяйств состоят из одного человека, 8,80 % домашних хозяйств состоят из престарелых (65 лет и старше), проживающих в одиночестве. Средний размер домашнего хозяйства составляет 2,77 человека, и средний размер семьи 3,17 человека.
Возрастной состав округа: 28,10 % моложе 18 лет, 7,60 % от 18 до 24, 29,20 % от 25 до 44, 22,60 % от 45 до 64 и 22,60 % от 65 и старше. Средний возраст жителя округа 36 лет. На каждые 100 женщин приходится 99,70 мужчин. На каждые 100 женщин старше 18 лет приходится 97,60 мужчин.
Средний доход на домохозяйство в округе составлял 43 530 USD, на семью — 50 171 USD. Среднестатистический заработок мужчины был 33 998 USD против 24 516 USD для женщины. Доход на душу населения составлял 18 624 USD. Около 4,70 % семей и 7,10 % общего населения находились ниже черты бедности, в том числе — 7,90 % молодежи (тех, кому ещё не исполнилось 18 лет) и 9,70 % тех, кому было уже больше 65 лет.